# Ostrá (przystanek kolejowy)
Ostrá – przystanek kolejowy w miejscowości Ostrá, w kraju środkowoczeskim, w Czechach. Znajduje się na wysokości 185 m n.p.m..
Jest zarządzany przez Správę železnic. Na przystanku nie ma możliwości zakupu biletów, a obsługa podróżnych odbywa się w pociągu. 

## Linie kolejowe
- 231 Praha - Lysá nad Labem - Kolín